# مغبن
المَغْبِن أو الأُرْبِيَّة أو المَرْفَغ أو الرَّفَغ (بالإنجليزية: Groin)‏ في جسم الإنسان هي المنطقة بين البطن والفخذ على جانبي الجسم، وعلى جانبي منطقة العانة. بالنسبة لجراحي الأوعية الدموية، فإن المغبن هو الموقع المفضل للشقوق من أجل إدخال قِثْطار في الأوعية الدموية. يمكن أن تتعرض المنطقة للفتق الإربي.